# The One Where Estelle Dies
"The One Where Estelle Dies" es el décimo quinto episodio de la temporada número 10 de la serie de televisión cómica Friends. El episodio salió al aire el 22 de abril de 2004 en NBC y recibió críticas positivas de los críticos. La historia fue escrita por Mark Kunerth y la adaptación para televisión por David Crane y Marta Kauffman. El episodio fue visto por 22.64 espectadores, ocupando el segundo lugar de su franja horaria El episodio vio el regreso de Janice, interpretada por Maggie Wheeler.

## Trama
Rachel (Aniston), al haber perdido su trabajo en Ralph Lauren, recibe una oferta de trabajo por parte de Mark. Ella decide que quiere mudarse a París para tomar el trabajo y regresa a decirle a sus amigos la noticia. Cuando ella se los dice, están tristes con la idea de que se vaya, Joey (Matt LeBlanc) se siente distanciado porque muchas cosas están cambiando y Ross (David Schwimmer) dice que quiere que viva en Nueva York. Ross habla con el exjefe de Rachel, Zelner, para tratar de pedirle que le devuelva el trabaja a Rachel. Ross intenta comprar favores para Rachel ofreciéndole un tour en el Museo de Historia Nacional al hijo de Zelner, Ross (un niño que le encantan los dinosaurios). Zelner se pone de acuerdo de si él hace esto él le dará el trabajo de nuevo.
Mientras tanto, mientras lee los obituarios, Phoebe (Kudrow) descubre que la agente de Joey, Estelle Leonard, ha muerto. Phoebe le dice a sus amigos que no le pueden contar a Joey sobre esto porque, después de todos los cambios, él reaccionaría mal y ella siente que tal vez lo cause a que él vaya al límite. Luego, Joey y Phoebe están sentados en Central Perk y Joey está enojado con su agente porque ella no le ofreció un papel que él sentía que era perfecto, él quiere llamarla por teléfono, pero Phoebe rápidamente trata de convencerlo que no lo haga. Phoebe llama a Joey y él atiende, ella pretende ser Estelle y Joey, enojado que no le está consiguiendo más trabajos, la despide.
De vuelta al apartamento de Joey, Rachel le dice a Ross que le ofrecieron el trabajo de nuevo, pero ella dice que, a pesar de los esfuerzos de Ross, ella no tomará el trabajo porque la compañía en París le ofreció más dinero. Mientras tanto, Chandler (Perry) y Monica (Cox van a visitar la casa a la que se mudarán, sin embargo descubren que Janice está en la casa de al lado. Janice dice que ella definitivamente comprará esa casa sabiendo que serán vecinos. Joey habla con Phoebe sobre cómo se siente mal por haber despedido a Estelle, Phoebe le dice que no la llame, que espere que Estelle lo haga.
Ross regresa con Zelner y le ofrece una réplica de huevos de pterodáctilo, para que le devuelvan el trabajo a Rachel y le aumenten el sueldo. Joey escucha una voz en su contestadora diciendo que Estelle ha muerto, pero pronto Phoebe lo llama, pretendiendo ser Estelle y está sorprendido que ella lo está llamando entre los muertos, Phoebe le dice que no hay resentimientos por haberla despedido. De vuelta al nuevo apartamento, Chandler pretende que todavía siente cosas por Janice y ella le dice que no pueden estar juntos, ella lo besa y se va, diciéndole que ella no comprará la casa porque uno de ellos tiene que ser "fuerte". Ross descubre que Rachel finalmente tomó su viejo trabajo, pero él se siente culpable por haber destrozado los sueños de Rachel y él le dice que ella, debe ir a París. El episodio termina en el funeral de Estelle, y Al Zebooker comiéndose el discurso de Joey.

## Recepción
El episodio recibió críticas generalmente favorables. ReviewStream.com criticó el episodio como positivo diciendo que fue "otro divertido episodio", clasificándolo 8/10. El episodio fue visto por casi 22.64 espectadores, clasificándolo en segundo lugar en la semana, por poco golpeado por American Idol.